# Inny Śląsk
Inny Śląsk – galeria sztuki znajdująca się w Tarnowskich Górach. Istnieje od roku 1990. Mieści się w południowej części budynku dawnej fabryki mebli Carla Dominika. Wystrój pomieszczeń jest dziełem Marka Wrońskiego oraz Wernera Lubosa. Właścicielem galerii jest Krzysztof Mazik.
W galerii wystawiane są przede wszystkim obrazy i fotografie. Organizowane są w niej także happeningi oraz różne koncerty (najczęściej jazzowe, bluesowe i folkowe). Pełni ona funkcje dydaktyczne dla uczniów przede wszystkim tarnogórskich szkół.
W galerii swe prace wystawiali m.in. Roman Nowotarski, Stanisław Batruch, Edward Inglot.
Koncerty jazzowe wykonywane były w galerii m.in. przez takich twórców jak: Antoni Gralak, Wojciech Karolak, Leszek Możdżer, Krystyna Prońko, Tomasz Stańko, Krzysztof Ścierański, José Torres, Tymon Tymański.